# Huansu S2
Der Huansu S2 ist ein Pkw der chinesischen Marke Huansu des Herstellers Beiqi Yinxiang Automobile, der zur Beijing Automotive Group gehört.

## Beschreibung
Huansu bot das Modell von 2014 bis Januar 2020 an. Es ist ein SUV mit vier Türen. Der Radstand beträgt 2560 mm. Das Fahrzeug ist 4250 mm lang, 1730 mm breit und je nach Ausführung 1735 mm bis 1770 mm hoch. Das Leergewicht ist mit 1220 kg angegeben.
Ein Vierzylinder-Ottomotor mit etwa 1,5 Liter Hubraum treibt die Fahrzeuge an. Er leistet je nach Ausführung 78 kW oder 83 kW. Das Getriebe hat fünf Gänge. Die Fahrzeuge haben Frontantrieb.

## Verkaufszahlen
2014 wurden in China 15.187 Fahrzeuge dieses Typs neu zugelassen. In den Folgejahren waren es 16.653, 4.124, 2.972, 783 und 436. Die letzten Zulassungen sind aus Januar 2020 bekannt.